# Mariám Soulakióti
La mère supérieure Mariám Soulakióti, en grec moderne : Μαριάμ Σουλακιώτη, (vers 1883 - 23 novembre 1954),, également appelée Mariam Soulakiotou, en grec moderne : Μαριάμ Σουλακιώτου, surnommée dans la presse « la femme Raspoutine », en grec moderne : Η γυναίκα Ρασπούτιν, est une abbesse grecque orthodoxe (d'une église dissidente de l'église officielle) et une tueuse en série, active entre 1939 et 1951,. Arrêtée en décembre 1950, elle est inculpée par les autorités grecques en février 1951 pour homicide, fraude, falsification de testament, chantage et torture. Condamnée à la prison à vie, en 1952, elle meurt dans les prisons d'Avérof, en 1954,.
Mariám Soulakióti aurait commis ses crimes dans le monastère Notre-Dame Pefkovounogiatríssa (Μονή Παναγίας Πευκοβουνογιατρίσσης), près de Keratea, en Grèce, qu'elle avait fondé. Le monastère reste en activité et compte toujours des membres qui croient en son innocence et la vénèrent en tant que sainte.

## Vie religieuse
Mariám Soulakióti appartient au mouvement Vieux-calendariste, de sa branche de l'matthéite (la plus radicale), que l'Église de Grèce dominante considère comme un schisme. 
Elle fonde le monastère en 1927 avec l'évêque schismatique Matthieu de Vresthène.

## Crimes
Le modus operandi supposé de Mariám Soulakióti consiste à encourager les femmes riches à rejoindre le couvent, puis à les torturer jusqu'à ce qu'elles fassent don de leur fortune au monastère ; une fois l'argent donné, elle le détournait et, dans certains cas, tuait la donatrice. Reuters rapporte qu'au moment de son arrestation, elle avait ainsi amassé trois cents propriétés, à travers la Grèce, ainsi que « de l'or et des bijoux valant des milliers de livres ».
Elle exige également le strict respect des pratiques d'ascèse par les membres du couvent, qui, selon la police, auraient entraîné la mort inutile de 150 enfants de la tuberculose. Les victimes de l'administration du monastère par Mariám Soulakióti l'accusent également, à plusieurs reprises, de les torturer, de les affamer, de les emprisonner à tort et de les battre,. Elle nie toutes les accusations portées contre elle jusqu'à sa mort, les qualifiant de « κατασκευάσματα του σατανά », en français : fictions sataniques.
Le nombre de victimes de Mariám Soulakióti fait l'objet d'un certain débat ; le chiffre le plus souvent cité de 27 meurtres et 150 homicides par négligence provient du témoignage médical lors de son procès.

## Source de la traduction
- (en) Cet article est partiellement ou en totalité issu de l’article de Wikipédia en anglais intitulé « Mariam Soulakiotis » (voir la liste des auteurs).